# Aşağıihsaniye, Çaycuma
Aşağıihsaniye là một xã thuộc huyện Çaycuma, tỉnh Zonguldak, Thổ Nhĩ Kỳ. Dân số thời điểm năm 2011 là 183 người.